# Eupithecia bolterii
Eupithecia bolterii es una especie de polilla de la familia Geometridae. La especie fue descrita por primera vez por George Duryea Hulst habiendo sido descrita en 1900, con distribución en el Sur de Estados Unidos. El holotipo de la especie fue descrita en Texas. La envergadura es de unos 19 milímetros (0,7 plg). El color de fondo de las alas anteriores es gris. Están atravesados por numerosas líneas finas. Los adultos vuelan a principios de la primavera.